# Enfants de la Valserine de Bellegarde
Les Enfants de la Valserine de Bellegarde ou EV Bellegarde est un club de basket-ball basé à Bellegarde-sur-Valserine dont l'équipe première masculine a notamment évolué en première division (Nationale 1) entre 1947 et 1956. Le club a été fondé en 1942 par un instituteur, Paul Prandiny.
Elle comptait alors dans ses rangs Jacques Dessemme qui a été trois saisons sous les couleurs de l'	EV Bellegarde, meilleur marqueur du championnat de France (en 1950, en 1951 et en 1953).

## Anciens joueurs
- Jacques Dessemme
- Robert Guillin